# 韓弼花
韓弼花（한필화，1942年1月21日—），出生於朝鲜民主主义人民共和国平安南道南浦市，是一名已退役的女子速度滑冰運動員。因在1964年奧地利斯布魯克冬季奧運取得銀牌而獲得金日成獎和人民体育人稱號。

## 生平
韓弼花於中學時期是學校的田徑選手，曾在全國的100米比賽中取得第二，後在體育老師的介紹下速度滑冰。之後，她在全國中學生滑冰賽中得到亞軍，並在16歲那年成為國家隊一員。1964年，她在當屆冬季奧運的女子3000米賽事以5分18秒5的成績贏得銀牌，成為首個贏得冬季奧運會獎牌的亞洲女子運動員。因此，她回國後獲金日成獎及人民體育人稱號。1972年，她再次參與冬季奧運並在同一項賽事中名列第9。隨後，她選擇退役並入讀朝鮮體育大學，之後跟一名速度滑冰教練結婚，育有兩名子女。
韓弼花得到領導人的重視。據官方出版的《今日朝鮮》雜誌透露韓弼花於1966年和1986年兩度患上重病，均因為時任最高領導人金日成提供醫療協助下康復。在2012年時，金正恩更為她舉辦七十歲壽宴。現時，韓弼花於體育省工作，也是亞洲滑冰聯盟的副主席。

## 資料來源
1. 1 2 3 4 5 6  "昔日的速度選手韓弼花" 《今日朝鮮》2017.11 P.34-35
2. ↑   (PDF). Comité d'organisation des Xemes jeux olympiques d'hiver. LA84 Foundation. 1968  [January 29, 2014]. （原始内容存档 (PDF)于2017-01-03）.
3. ↑   (PDF). Organizing Committee for the XIth Olympic Winter Games. LA84 Foundation. 1972  [January 29, 2014]. （原始内容存档 (PDF)于2018-02-27）.